# Temnora pernix
Temnora pernix är en fjärilsart som beskrevs av Kernbach 1962. Temnora pernix ingår i släktet Temnora och familjen svärmare. Inga underarter finns listade i Catalogue of Life.